# Clorpropamida
A clorpropamida é um hipoglicemiante oral, pertencente ao grupo das sulfonilureias. É indicada na diabetes mellitus tipo II (não dependente de insulina). É uma sulfonilureia de primeira geração, com longa duração de ação. Devido aos efeitos adversos mais graves que outras sulfonilureias, como hiponatremia e intoxicação hídrica, o seu uso é cada vez menos frequente.

## Mecanismo de ação
Tal como outras sulfonilureias, a clorpropamida actua aumentando a secreção de insulina, sendo apenas eficaz em doentes que ainda tenham alguma função das células beta pancreáticas. Pode causar hipoglicémia prolongada devido à sua longa duração de ação, uma razão pela qual outras sulfonilureias de ação mais rápida, como a glicazida ou a tolbutamida, são usadas preferencialmente. O risco de hipoglicémia faz com que este fármaco seja evitado em idosos e doentes com doença renal ou hepática.

## Farmacocinética
O fármaco atinge a concentração máxima no plasma cerca de 3 a 5 horas após a toma. Sofre absorção intestinal quase completa (>90%). Tem uma semi-vida de 36 horas, sendo eficaz durante 24 horas, ao contrário de outras sulfonilureias de ação mais rápida. Atinge uma concentração estável no plasma apenas após três dias de utilização contínua. Tem uma ligação às proteínas plasmáticas de 90% (são conhecidos pelo menos dois locais de ligação à albumina). Mais de 99% é excretado inalterado na urina. É, numa primeira fase, filtrado a nível glomerular, depois é reabsorvido e, finalmente, é secretado a nível tubular.